# 潞城乡站
潞城乡站，位于中华人民共和国广西壮族自治区百色市田林县潞城瑶族乡，是南昆铁路上的火车站，建于1997年，由南宁铁路局管辖。

## 車站周邊
- 潞城乡卫生院
- 潞城乡政府
- 汕昆高速
- 乐里河

## 歷史
建于1997年。